# Michel Chiha
Michel Chiha (auch Mischal Schiha; * 1891 in Mekkin (Aley); † 29. Dezember 1954 in Beirut) war ein libanesischer Politiker, Herausgeber, Bankier und Vordenker.

## Leben
Nach den Schuljahren an einem jesuitischen Gymnasium und dem Studium an der Université Saint-Joseph in Beirut, reiste er nach Großbritannien, wo er ein Praktikum in einem Handelshaus in Manchester absolvierte. Im Jahre 1907 nimmt er die Arbeit in der Bank Pharaon und Chiha auf, welche von seinem Vater Anton und seinem Onkel im Jahre 1876 gegründet wurde.
Im Jahre 1915 floh er nach Ägypten, um den Militärdienst in der osmanischen Armee zu entkommen. Er ließ sich in Kairo nieder und beendete dort sein Jura-Studium. Mit einigen Landsleuten wie Youssef Saouda, seinem Schwager Béchara el-Khoury, Hector Klat, Alphonse Kahla, Gabriel Yared d. Ä., Émile Eddé, Daoud Ammoun, Choucri Cardahi, Alfred Naccache, Béchara Tabbah, Amine Gemayel der Ältere bereitete zusammen mit zwei anderen Gruppen in Paris (Chékri Ghanem, Charles Debbas, Georges Samné, Dr Farah, Dr Khoury und Khairalla Khairalla) sowie in New York (mit den Gebrüdern Moukarzel, Elia Abou Madi, Abdel Massih Haddad, Nassib Arida, Mikhaïl Noaimé und Khalil Gibran) die Gründung eines freien und unabhängigen Libanons vor. Schließlich kehrte er im Jahre 1918 in den Libanon zurück und übernimmt die Führung der Bank.
Nach der Proklamierung des Großlibanons durch den Hohen Kommissar Henri Gourand, nahm Chiha Kontakt mit dessen engsten Mitarbeiter Robert de Caix auf. Im Jahre 1925 wurde er als Abgeordneter in das libanesische Parlament gewählt. Er wurde Mitglied einer dreizehnköpfigen Kommission für die Ausarbeitung der libanesischen Verfassung. Er beschäftigte sich ferner mit dem libanesischen Finanzsystem.
Im Jahre 1937 erwarb er mit Freunden die Zeitung Le Jour (diese fusionierte 1979 mit der Zeitung L'Orient zu L’Orient-Le Jour), in der er bis zu seinem Tod im Editorial seine Gedanken zur Gesellschaft und Politik publizierte. Im Jahre 1929 legte er sein Mandat nieder, er blieb aber den Aufbau des öffentlichen Dienstes verpflichtet und unternahm im Auftrag der Regierung an einigen Konferenzen teil, zum Beispiel in Paris 1946 und etablierte die diplomatischen Beziehungen Libanons zum Vatikan.
Sein Name ist stark mit dem modernen Libanon verbunden. Er gilt als Autor der Selbstbezeichnung der Libanesen als Phönizier, welche heute von den maronitischen Christen gerne verwendet wird. Eine Tochter seiner drei Töchter ist mit dem Politiker Pierre Hélou (* 1928) verheiratet.
Heute gibt es eine nach Michel Chiha benannte Stiftung.

## Werke
- Essais, Beyrouth, Éditions du Trident, 1950.
- Visage et présence du Liban, Beyrouth, Cénacle libanais, 1964.
- Variations sur la Méditerranée, Beyrouth, Fondation Chiha, 1973.
- Palestine, Beyrouth 1966.
- Politique intérieure, Beyrouth 1964.
- Plain-chant, intitulé également « Propos dominicaux », Beyrouth 1964.
- La maison des champs, Beyrouth 1965.
- Propos d’économie libanaise, Beyrouth 1965.